# Gabriel Milito
Gabriel Alejandro Milito (sinh ngày 7 tháng 9 năm 1980 tại Bernal, Buenos Aires) là một cựu cầu thủ bóng đá Argentina và hiện đang là huấn luyện viên.
Anh dành phần lớn sự nghiệp cầu thủ chuyên nghiệp của mình tại Tây Ban Nha, thi đấu cho Zaragoza và Barcelona. Trải qua bảy mùa giải, anh có tổng cộng 187 trận đấu và ghi được 6 bàn thắng.
Milito đã cùng đội tuyển quốc gia Argentina tham dự ba giải đấu lớn, bao gồm World Cup 2006 và có 42 lần ra sân.

## Sự nghiệp câu lạc bộ
Milito bắt đầu chơi chuyên nghiệp ở Argentina cho đội bóng ở Giải vô địch quốc gia Independiente vào năm 1997. Trong thời gian đó, anh thường xuyên phải đối mặt với Diego, anh trai của anh, người đã từng chơi cho đối thủ truyền kiếp của Independiente là Racing Club de Avellaneda.
Trong tháng 7 năm 2003, Milito dự định chuyển đến Real Madrid, nhưng đội Tây Ban Nha đã từ chối do anh chưa phục hồi chấn thương đầu gối. Milito quyết định ở Tây Ban Nha và ký hợp đồng với Real Zaragoza.
Trong bốn mùa của anh tại sân Aragon, Milito là một sự lựa chọn hàng đầu (không bao giờ chơi trong một mùa giải ít hơn 33 trận), và tái hợp cùng anh trai Diego trong năm 2005. Vào ngày 10 tháng 7 năm 2007, Zaragoza đạt thỏa thuận chuyển nhượng với FC Barcelona với mức phí € 20.5 triệu và ngày 19 tháng 7, Milito đã vượt qua cuộc kiểm tra về y tế và ký kết bốn năm với câu lạc bộ, trị giá 4.000.000 € một năm. Anh được trao số 3 áo, mà trước đây của Thiago Motta.
Milito xuất hiện lần đầu cho Barcelona vào ngày 02 Tháng Chín năm 2007 trong một trận gặp Athletic Bilbao. Anh ghi bàn thắng đầu tiên của mình cho đội bóng xứ Catalunya vào ngày 24 tháng 11, trong một trận đấu với Recreativo de Huelva.
Ngày 5 tháng năm 2008, có tin rằng Milito đã bị chấn thương đầu gối bên phải của mình, điều này anh không đủ điều kiện thi đấu ở mùa giải 2008-09. Sau khi nghỉ trong hơn một năm rưỡi (602 ngày) Milito cuối cùng đã trở lại thi đấu khi anh thi đấu trong một trận giao hữu với Kazma ở Kuwait. Ngày 5 tháng 1 năm 2010, anh đã trở lại thi đấu chính thức bằng việc tham gia vào trận đầu tiên của Copa del Rey của mùa vào ngày 10 tháng 9 trong một trận đấu giữa FC Barcelona và Sevilla FC, khi Barcelona thua 2-1. Anh chơi trận đấu đầy đủ đầu tiên gặp CD Tenerife, và anh đã được thay thế sau 83 phút và Barcelona thắng 5-0.

## Thi đấu quốc tế
Với đội tuyển bóng đá quốc gia Argentina, Milito tham gia Cúp Liên đoàn các châu lục 2005 và là một thành viên của đội tuyển ở World Cup 2006, thi đấu tốt trong lần xuất hiện duy nhất của mình, trận đấu vòng đầu tiên gặp đội tuyển bóng đá quốc gia Hà Lan, và đã kết thúc với kết quả hoà 0-0.

### Bàn thắng quốc tế
| # | Thời gian            | Địa điểm                                            | Đối thủ   | Bàn thắng | Kết quả | Giải đấu                 |
| - | -------------------- | --------------------------------------------------- | --------- | --------- | ------- | ------------------------ |
| 1 | 16 tháng 10 năm 2007 | Estadio José Pachencho Romero, Maracaibo, Venezuela | Venezuela | 0–1       | 0–2     | Vòng loại World Cup 2010 |

## Thống kê sự nghiệp
tính đến ngày 27 tháng 1 năm 2011
| Câu lạc bộ     | Mùa giải       | Giải | Giải | Cúp  | Cúp | Châu lục | Châu lục | Tổng cộng | Tổng cộng |
| Câu lạc bộ     | Mùa giải       | Trận | Bàn  | Trận | Bàn | Trận     | Bàn      | Trận      | Bàn       |
| -------------- | -------------- | ---- | ---- | ---- | --- | -------- | -------- | --------- | --------- |
| Independiente  | 1997–98        | 2    | 0    | –    | –   |          |          | 2         | 0         |
| Independiente  | 1998–99        | 25   | 0    | –    | –   |          |          | 25        | 0         |
| Independiente  | 1999–00        | 34   | 2    | –    | –   |          |          | 34        | 2         |
| Independiente  | 2000–01        | 25   | 1    | –    | –   |          |          | 25        | 1         |
| Independiente  | 2001–02        | 3    | 0    | –    | –   |          |          | 3         | 0         |
| Independiente  | 2002–03        | 34   | 0    | –    | –   |          |          | 34        | 0         |
| Independiente  | Tổng cộng      | 123  | 3    | –    | –   |          |          | 123       | 3         |
| Zaragoza       | 2003–04        | 35   | 0    | 0    | 0   | 0        | 0        | 35        | 0         |
| Zaragoza       | 2004–05        | 33   | 3    | 0    | 0   | 10       | 0        | 43        | 3         |
| Zaragoza       | 2005–06        | 34   | 1    | 0    | 0   | 0        | 0        | 34        | 1         |
| Zaragoza       | 2006–07        | 35   | 1    | 4    | 0   | 0        | 0        | 39        | 1         |
| Zaragoza       | Tổng cộng      | 137  | 5    | 4    | 0   | 10       | 0        | 151       | 5         |
| Barcelona      | 2007–08        | 27   | 1    | 6    | 0   | 9        | 0        | 42        | 1         |
| Barcelona      | 2008–09        | 0    | 0    | 0    | 0   | 0        | 0        | 0         | 0         |
| Barcelona      | 2009–10        | 11   | 0    | 1    | 0   | 5        | 0        | 17        | 0         |
| Barcelona      | 2010-11        | 4    | 0    | 3    | 1   | 1        | 0        | 8         | 1         |
| Barcelona      | Tổng cộng      | 42   | 1    | 10   | 1   | 15       | 0        | 67        | 2         |
| Tổng sự nghiệp | Tổng sự nghiệp | 302  | 9    | 14   | 1   | 25       | 0        | 341       | 10        |

## Danh hiệu
Zaragoza
- Cúp Nhà vua Tây Ban Nha: (1) 2003-04
- Siêu cúp Tây Ban Nha: (1) 2004

Barcelona
- La Liga: (1) 2008–09, 2009–10
- Cúp Nhà vua Tây Ban Nha: (1) 2008–09
- Siêu cúp Tây Ban Nha: (1) 2009, 2010
- UEFA Champions League: (1) 2008–09
- Siêu cúp châu Âu: (1) 2009
- Giải vô địch bóng đá thế giới các câu lạc bộ: (1) 2009